# Les Baux-Sainte-Croix
 Les Baux-Sainte-Croix  es una población y comuna francesa, en la región de Alta Normandía, departamento de Eure, en el distrito de Évreux y cantón de Évreux-Sud.

## Demografía
| 336 | 445 | 671 | 861 | 1097 | 1015 |
| Para los censos de 1962 a 1999 la población legal corresponde a la población sin duplicidades (Fuente: INSEE [Consultar]) |     |     |     |      |      |